# Quartier du Montparnasse
Pour les articles homonymes, voir Montparnasse.
 (décembre 2014).
Le quartier du Montparnasse est le 53e quartier administratif de Paris situé dans le 14e arrondissement, sur la rive gauche de la Seine, au sud de l'intersection du boulevard du Montparnasse et du boulevard Raspail. La partie sud-ouest du quartier a été absorbée par la ville avec d'autres communes et divisions administratives en 1860.
Au sens commun, le quartier du Montparnasse comprend les pentes de la colline éponyme, célèbre pour l'effervescence artistique qui y a pris place au cours des Années folles, et dont les contours ne correspondent pas trait pour trait au quartier administratif.

## Quartier administratif

### Situation

Les quartiers du 14e arrondissement.

Situé dans le nord de l'arrondissement, le quartier du Montparnasse correspond à un espace initialement peu habité entre Paris et Montrouge, sur le versant sud d’une colline artificielle de gravats qui a été arasée, surnommée « mont Parnasse ».
Il est délimité au nord par le boulevard du Montparnasse et le boulevard de Port-Royal, à l’est par la rue de la Santé, au sud par le terre-plein du boulevard Saint-Jacques (sur le tracé, en partie aérien, de la ligne 6 du métro), la place Denfert-Rochereau, une section de la rue Froidevaux, de la rue Boulard et de la rue Daguerre, au sud-ouest par une section de l’avenue du Maine et au nord-ouest par la rue du Départ. Une partie importante de la partie occidentale du quartier est occupée par le cimetière du Montparnasse.

### Principaux sites
- Barrière du Montparnasse (1786, démolie) et la barrière d'Enfer (toujours existante) sur le mur des Fermiers généraux.
- La sculpture du Lion de Belfort, sur la place Denfert-Rochereau.
- L'hôpital Saint-Vincent-de-Paul, fermé en 2011, et l'hôpital Cochin.
- Une partie du boulevard du Montparnasse, où sont implantés certains des plus célèbres cafés artistiques et littéraires de Montparnasse : La Coupole et Le Dôme.
- Cimetière du Montparnasse, ou cimetière Sud, où reposent, entre autres, Jacques Chirac, Charles Baudelaire, Jean-Paul Sartre, Simone de Beauvoir, Samuel Beckett, Guy de Maupassant, Sainte-Beuve ou encore Serge Gainsbourg (voir Liste de personnalités inhumées au cimetière du Montparnasse).
- Station de métro Montparnasse - Bienvenüe.
- Station de métro Vavin, s'ouvrant sur le carrefour éponyme.
- Salles de spectacles : Théâtre Montparnasse, Bobino, théâtre de la Gaîté-Montparnasse, théâtre Rive Gauche (rue de la Gaîté) et théâtre d'Edgar (boulevard Edgar-Quinet). La maison close Le Sphinx, fermée en 1946.
- Les crêperies du haut de la rue du Montparnasse.
- La Fondation Cartier pour l'art contemporain.
- Observatoire de Paris. Le quartier est ainsi traversé par le méridien de Paris.
- Prison de la Santé.

## Quartier culturel
Le quartier administratif n’est qu’une portion de « Montparnasse », un lieu-dit parisien qui désigne habituellement un périmètre plus large que le seul quartier administratif. Certains des lieux emblématiques de Montparnasse sont situés, non dans le quartier du Montparnasse, mais dans les quartiers Notre-Dame-des-Champs, Necker ou Plaisance, (par exemple, la gare de Paris-Montparnasse, dans les quartiers Plaisance et Necker, ou la tour Montparnasse et le musée du Montparnasse, tous deux situés dans le quartier Necker). À l'inverse, une partie du quartier administratif — notamment celle qui s'étend à l'est de la place Denfert-Rochereau — n'appartient pas au Montparnasse culturel, qui s'articule autour du boulevard du Montparnasse et dont le centre névralgique est le carrefour avec le boulevard Raspail, qui porte le nom de « place Pablo-Picasso » depuis 1984.

### Origine et postérité du nom
Le nom de ce quartier avait été donné par les étudiants voisins qui venaient déclamer des vers sur la butte formée par des remblais au XVIIe siècle, en référence au mont Parnasse, résidence des Muses de la mythologie grecque. La colline fut en partie arasée pour tracer le boulevard du Montparnasse au XVIIIe siècle, lieu de promenade alors à la périphérie de la ville. Dès la Révolution française, de nombreuses salles de danse et cabarets s'y installèrent[réf. nécessaire].
Montparnasse est déformé en Montparno (« De Ménilmuche à Montparno ») dans le poème « Autre sonnet bigorne » de la nouvelle édition de La Chanson des Gueux de Jean Richepin, en 1881. En 1901, dans L'argot au XXe siècle, Aristide Bruant et Léon de Bercy listent Montpar, Montparno, Montper, Montperno, Montpernasse à l'article MONTPARNASSE.

### Histoire

#### La communauté artistique
L’Exposition universelle de 1889 et la vie artistique déjà riche de Montmartre attirent de nombreux artistes qui vont choisir ce quartier populaire plus au centre de Paris et qui va devenir la plaque tournante de la modernité. Pablo Picasso y aménageait parmi les premiers. Montparnasse allait connaître son apogée dans les années 1920, les Années folles. Il était alors le cœur de la vie intellectuelle et artistique à Paris, avec ses cafés qui entreront dans l'histoire de l'art.
À cette époque, de nombreux artistes de pays très divers sont attirés par le rayonnement de Paris. Montparnasse, quartier encore relativement en friche, leur offre des ateliers à des loyers modiques et un environnement de cafés bon marché qui facilite la sociabilité, l'émulation et l'entraide. Les « Montparnos » vont rapidement y instaurer une atmosphère créative et libertaire, et attirer des commanditaires, pas uniquement français, à la recherche de talents nouveaux. Dans cette communauté mondialisée qui formera l'École de Paris, la créativité était accueillie avec toutes ses bizarreries et provocations, chaque nouvelle arrivée étant accueillie comme la promesse d'un renouvellement artistique. Quand Tsuguharu Foujita débarqua du Japon en 1913, ne connaissant personne, il rencontra Soutine que son ami Pinchus Krémègne avait fait venir de Lituanie, Modigliani qui habitait rue Falguière, Pascin et Léger pratiquement la même nuit, et en quelques semaines devint ami avec Juan Gris, Pablo Picasso et Henri Matisse.[réf. nécessaire]
Parmi les artistes qui habitèrent ou fréquentèrent le quartier, il y avait notamment :
- Guillaume Apollinaire, qui habite le 202, boulevard Saint-Germain à partir de 1913. De là, il fréquente le groupe des Soirées de Paris, établi au 278, boulevard Raspail, ainsi que La Closerie des Lilas[3] ;
- Antoine Bourdelle enseigne à l'Académie de la Grande Chaumière de 1909 à 1929[4]. Il vécut et travailla au 16, impasse du Maine, devenue rue Antoine-Bourdelle en 1930, un an après sa mort. Il est enterré au cimetière du Montparnasse ;
- Constantin Brâncuşi (1876-1957), sculpteur, qui vécut impasse Ronsin au cours de sa vie parisienne, au no 8 de 1916 à 1927, puis au no 11 de 1927 à sa mort en 1957[5] ;
- Georges Braque, installé rue du Douanier-Rousseau, à quelques encablures de Montparnasse, dans une maison-atelier qu'il a fait construire sur les plans d'Auguste Perret[6] ;
- Paul Cézanne, peintre, a vécu et travaillé au 53, rue Notre-Dame-des-Champs en 1870 puis au 5, rue de Chevreuse en 1871, dans le même immeuble que son ami le sculpteur Philippe Solari[7] ;
- Nicolas Eekman, peintre néerlandais né à Bruxelles et installé à Paris, ami de Piet Mondrian, suit les cours de l'Académie de la Grande Chaumière et fréquente régulièrement Montparnasse ;
- Louis Latapie et Roger Bissière dans les maisons-ateliers attenantes à celle de Braque, rue du Douanier-Rousseau[8] ;
- Fernand Léger, peintre, avait son atelier au 14, avenue du Maine en 1910[9], puis à La Ruche[10] ;
- Tito Livio de Madrazo, peintre, habita et travailla au 47, rue de la Gaîté.
- Philippe Solari, sculpteur, habita et travailla au 5, rue de Chevreuse[7].

Pablo Gargallo, Emmanuel Fontaine, Julio González, le douanier Rousseau, Ossip Zadkine, Moïse Kisling, Marc Chagall, Maurice Le Scouëzec, Auguste Clergé, Nina Hamnett, Jeanne Rij-Rousseau, Jacques Lipchitz, Max Jacob, Eugene McCown, Blaise Cendrars, Chaïm Soutine, Michel Kikoine, Prosper Galerne, Pinchus Kremegne, Maurice Blond, Amedeo Modigliani, Ford Madox Ford, Ezra Pound, Marcel Duchamp, Suzanne Duchamp-Crotti, Paul Fort, Juan Gris, Diego Rivera, Tsuguharu Fujita, Marie Vassilieff, Alexandre Zinoview, Grégoire Krug, Léonide Ouspensky, Roger Reboussin, Geneviève Pezet, Jean Dannet, José Palmeiro, Léon-Paul Fargue, René Iché, Alberto Giacometti, André Breton, Josep Palau i Fabre, Pascin, Wolfgang Paalen, Alice Paalen, Salvador Dalí, Kostia Terechkovitch, Jeanne Besnard-Fortin, Eduardo Pisano, Jean Couy, Jean-Claude Bédard, Jean-Paul Sartre, Henry Miller, Django Reinhardt, Joan Miró, Serge Charchoune et à la fin de sa vie Edgar Degas.[réf. nécessaire].
Aux côtés de la peinture et de la sculpture, la photographie est également présente. Avant de s'installer rue Campagne-Première, Man Ray planta son premier studio à l'Hôtel des Écoles au 15, rue Delambre. C'est là que sa carrière comme photographe commença, et que Kiki (Alice Prin), James Joyce, Gertrude Stein, Jean Cocteau et d'autres posèrent. Il y avait là également Marc Vaux, figure incontournable ; appelé par ce petit monde « le photographe des peintres », il reprendra les locaux de Marie Vassilieff, créera sur le boulevard, un foyer cantine d'artistes, une galerie d'art et après guerre le journal  Montparnasse Carrefour des Arts.

#### L’âge d’or

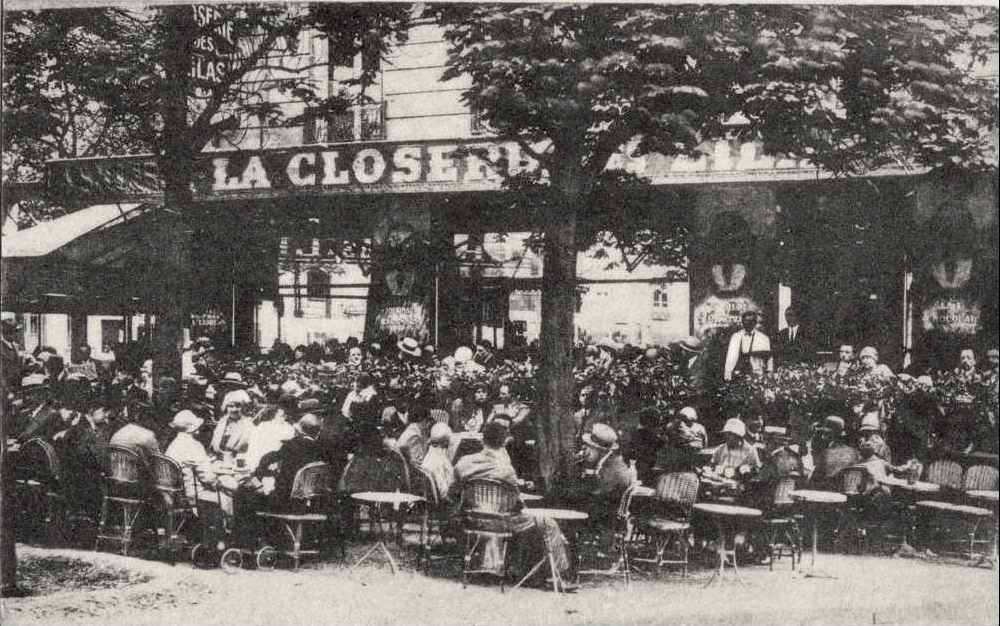
La Closerie des Lilas en 1909.

Venus rencontrer cette communauté artistique qui menait une existence de saltimbanques et qui avait de grosses difficultés à joindre les deux bouts, des amateurs d'art fortunés surtout venus des États-Unis comme Gertrude Stein, Peggy Guggenheim, Edith Wharton et Harry Crosby, avec l'aide de critiques comme D. H. Lawrence, Archibald MacLeish, James Joyce, Kay Boyle, Hart Crane, Ernest Hemingway, William Faulkner, Dorothy Parker et d'autres, allaient devenir les commanditaires.
Les cafés, bars et bistrots, notamment ceux du carrefour entre les deux principaux axes du quartier que sont les boulevards du Montparnasse et Raspail, l'actuelle place Pablo-Picasso, étaient des lieux de rencontre où les artistes venaient à la fois rencontrer leurs homologues et négocier. Les cafés comme Le Dôme, La Closerie des Lilas, La Rotonde, Le Select, et La Coupole acceptaient que des artistes affamés puissent occuper une table pour toute la soirée pour un prix dérisoire. S'ils s'endormaient, les serveurs avaient pour instruction de ne pas les déranger. Les disputes étaient courantes, certaines nées de polémiques, d'autres de l'alcool, et la coutume voulait que même lorsque l'affrontement tournait aux coups, la police n'était pas appelée. Si les artistes ne pouvaient payer leur facture, le propriétaire de La Rotonde, Victor Libion, acceptait souvent un croquis. Aussi les murs des cafés étaient couverts d'une collection d'œuvres d'art, galeries improvisées.
La vie nocturne est également passée dans la légende, comme les nuits chaudes du Dingo Bar au 10, rue Delambre. Parmi ceux qui faisaient Montparnasse by night, on peut signaler l'écrivain Morley Callaghan et F. Scott Fitzgerald.
La rue de la Gaîté était celle des théâtres et du music-hall, autour du fameux Bobino. Sur leurs scènes, les grands du jour, utilisant leurs d'un seul nom comme c'était la mode, comme Damia, Kiki, Mayol et Georgius chantèrent et se produisirent devant des salles pleines. Les Six se retrouvaient également souvent dans le quartier, créant une musique fondée sur les idées d'Erik Satie et Jean Cocteau.

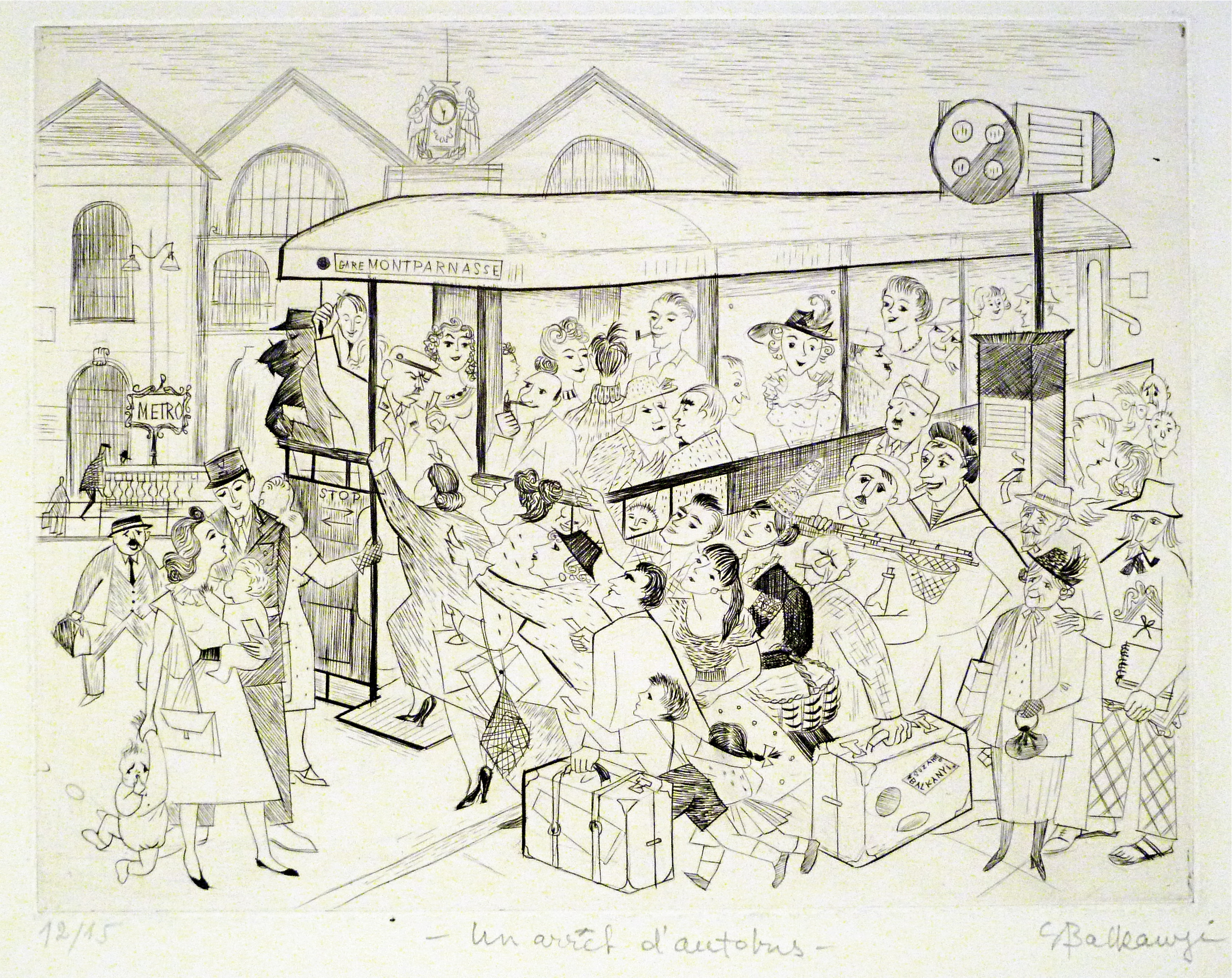
« Un Arrêt d"autobus » (gare Montparnasse) par Suzanne Balkanyi, v. 1952.

Le poète Max Jacob dit qu'il vint à Montparnasse pour « pécher honteusement », mais Marc Chagall le résuma plus élégamment quand il expliqua pourquoi il était venu : « J'aspirais à voir avec mes propres yeux ce que j'avais entendu de si loin : la révolution de l'œil, la rotation des couleurs qui spontanément et astucieusement se fondent ensemble dans un flux de lignes conçues. Ceci n'aurait pu être vu dans ma ville. Le soleil de l'Art alors brillait seulement sur Paris. »[réf. nécessaire]
Pendant que le quartier attirait des gens du monde entier qui vinrent y vivre et travailler dans un environnement créatif et bohème, il devint aussi le domicile pour des exilés politiques comme Lénine, Léon Trotsky, Porfirio Diaz et Simon Petlioura. Mais après les années 1930, où l'esprit frondeur et gai des Années folles passa de mode, et bien que plusieurs académies continuent de fonctionner (Académie de la Grande Chaumière, Académie Ranson), la Seconde Guerre mondiale força la dispersion de la société artistique.
Si, après la guerre, Montparnasse ne retrouva jamais son aura, il convient de mentionner l'arrivée, en 1947, d'artistes espagnols en exil comme Eduardo Pisano, la présence, dans les années 1950, du metteur en scène de théâtre Roger Blin et, dans les années 1970, de l'artiste illusionniste Renélys.
La gare Montparnasse, qui dessert la Bretagne, a fait de ce quartier le « fief » des Bretons de Paris (et des habitants originaires du nord-ouest de la France en général) depuis plus d'un siècle.

#### Montparnasse aujourd'hui

L'ancien siège d'Air France (square Max-Hymans) à Montparnasse.

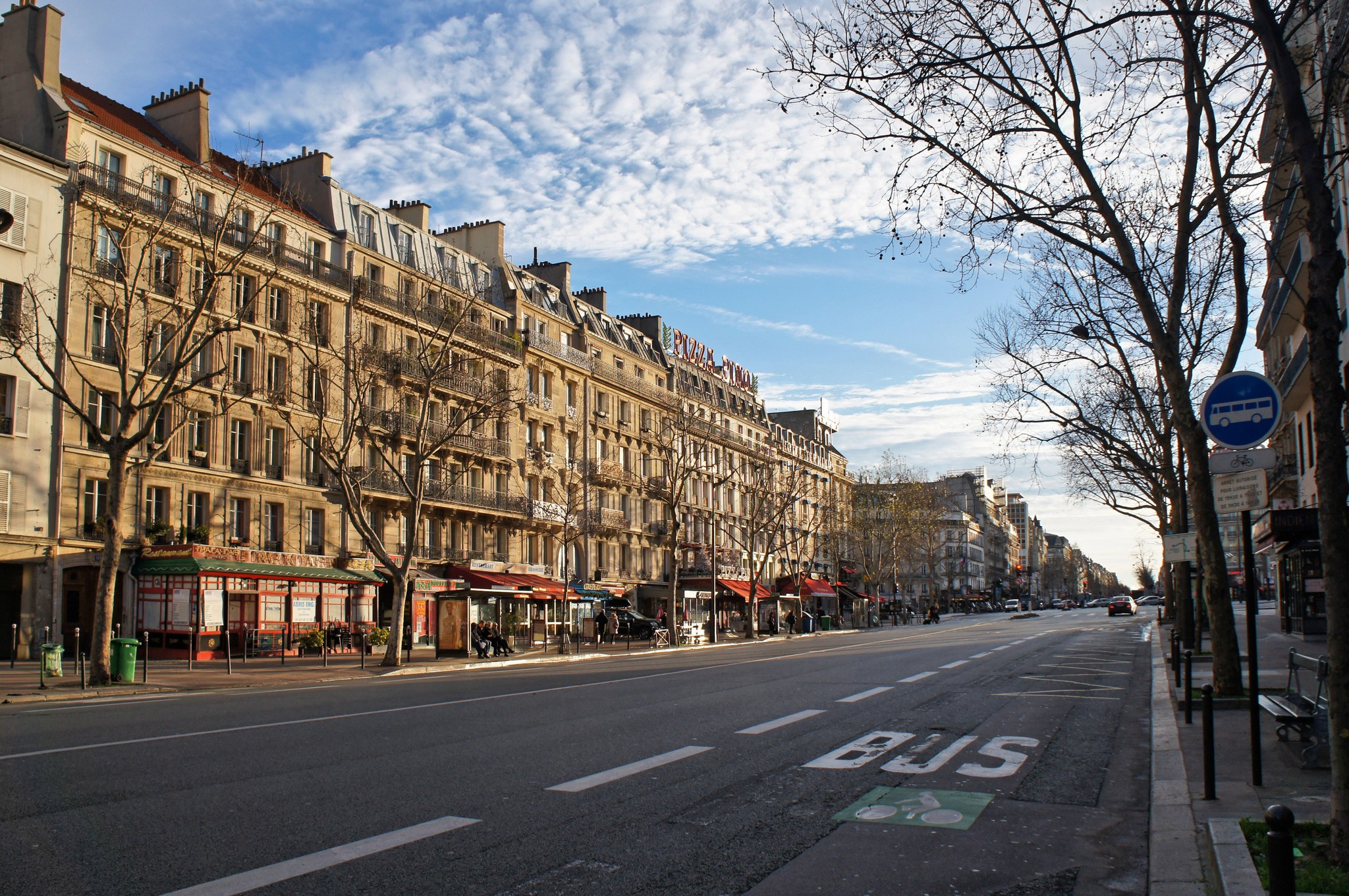
Boulevard du Montparnasse.

Dans les années 1960, la volonté proclamée de faire de Montparnasse le quartier d'affaires de la Rive gauche allait changer le visage de ce lieu chargé d'histoire. La gare, trop étroite, recula de 400 mètres, et sur l'emprise gagnée poussèrent la tour Montparnasse et le centre commercial Montparnasse Rive Gauche. L'arrivée du TGV Atlantique a conduit à la reconfiguration de la gare et à la création du jardin Atlantique sur la dalle qui couvre les voies entre la façade place Raoul-Dautry et la place des Cinq-Martyrs-du-Lycée-Buffon.
Avec la spécialisation croissante des quartiers de Paris, Montparnasse est devenu à la fois un quartier de bureaux et de passage le jour, et de loisirs le soir, présentant un choix de cafés, de cinémas et de restaurants qui a peu d'égaux.
Il reste peu de traces du Montparnasse artistique, hormis les enseignes des cafés qui cultivent plus ou moins la nostalgie. L'Académie de la Grande Chaumière, où les artistes amateurs peuvent toujours peindre des modèles, ou la boutique de matériel de peinture Adam Montparnasse, constituent parmi les témoignages du centre artistique que fut le quartier. Les amateurs d'art peuvent aussi découvrir chaque dimanche sur le marché de La Création les œuvres exposées et vendues en direct par les artistes ; le marché a été déplacé de la place Jacques-Demy au boulevard Edgar-Quinet. Des plaques ont également été apposées sur certains immeubles pour y rappeler le nom illustre d'un de ses habitants.
Pour sauvegarder l'esprit du quartier, le musée du Montparnasse ouvrit en 1998 au 21, avenue du Maine et a fermé en 2013. Opérant avec une subvention de la Ville, le musée, qui ne présentait que des expositions temporaires, était géré par une association qui regroupait des amoureux du quartier et de son histoire. Il est depuis remplacé par le Centre d’art Villa Vassilief, lieu de rencontre entre artistes et de vie artistique.
La galerie Les Montparnos, ouverte en 2009 au 5, rue Stanislas, est spécialisée dans l'École de Paris des années 1920 et la redécouverte d'artistes oubliés de la peinture de Montparnasse de l'entre-deux-guerres.
Dans les années 2010, l'urbanisme des années 60-70 est remis en cause : la tour Montparnasse est l'objet d'un projet de remodelage d'ampleur, tout comme la tour CIT et la gare ; l'architecte britannique Richard Rogers est quant à lui chargé par la ville de Paris d'une restructuration des espaces publics, une rue centrale végétalisée remplaçant l'urbanisme sur dalle dans l'axe de la tour.

### Documentaires
- Série documentaire Les Heures chaudes de Montparnasse, 14 épisodes, réalisée en 1992 par Jean-Marie Drot. Éditée en DVD en 2006.